# Kovácshida, Baranya
Kovácshida este un sat în districtul Siklós, județul Baranya, Ungaria, având o populație de 282 de locuitori (2011). 

## Demografie
Componența etnică a satului Kovácshida
     Maghiari (91,07%)
     Romi (7,86%)
     Croați (1,07%)
Componența confesională a satului Kovácshida
     Romano-catolici (44,68%)
     Reformați (19,86%)
     Fără religie (13,83%)
     Luterani (2,13%)
     Necunoscută (19,5%)
     Alte religii (3,55%)
Conform recensământului din 2011, satul Kovácshida avea 282 de locuitori. Din punct de vedere etnic, majoritatea locuitorilor (91,07%) erau maghiari, existând și minorități de romi (7,86%) și croați (1,07%). Nu există o religie majoritară, locuitorii fiind romano-catolici (44,68%), reformați (19,86%), persoane fără religie (13,83%) și luterani (2,13%). Pentru 19,5% din locuitori nu este cunoscută apartenența confesională.